# Юнолайнен, Эркки
Эркки Юнолайнен (эст. Erkki Junolainen; 5 января 1992, волость Виймси, Харьюмаа) — эстонский футболист, полузащитник.

## Биография
Воспитанник футбольных секций клуба «Флора» в таллинских районах Мустамяэ и Кесклинн, в 2006 году был переведён в основную академию «Флоры». Во взрослом футболе начал выступать с 16-летнего возраста в первой лиге Эстонии на правах аренды за «Валга Уорриор», также играл за «Флору-2». Летом 2010 года был отдан в аренду в «Тулевик» (Вильянди), выступавший в высшей лиге, но в том сезоне не вышел на поле.
Летом 2011 года вернулся в клуб из Вильянди, теперь носивший название «Вильянди», и стал регулярно играть в высшей лиге, но как правило выходил на замены. Дебютный матч в чемпионате Эстонии сыграл 12 июля 2011 года против «Таммеки», заменив на 73-й минуте Яана Лейманна. Всего за полтора сезона сыграл 40 матчей, из них лишь в семи вышел в стартовом составе, и забил 5 голов.
В 2013 году перешёл в таллинскую «Левадию», за которую сыграл лишь один матч в чемпионате страны и 2 матча на ранних стадиях Кубка Эстонии, его клуб в сезоне 2013 года завоевал чемпионский титул. В 2014 году вернулся в «Флору», за сезон сыграл 12 матчей в чемпионате и 4 игры в Кубке страны и стал бронзовым призёром чемпионата. С «Левадией» и «Флорой» дважды подряд становился победителем Суперкубка Эстонии, но в обоих матчах оставался запасным. В 2015 году перешёл в «Нымме Калью», где за сезон сыграл 6 матчей в чемпионате и 2 — в Кубке, стал бронзовым призёром чемпионата и обладателем Кубка Эстонии.
По окончании сезона 2015 года 23-летний футболист завершил профессиональные выступления. Во второй половине 2010-х годов некоторое время играл за австралийский любительский клуб «Риверина Ринос».
Всего в высшем дивизионе Эстонии сыграл 59 матчей и забил 5 голов.
Выступал за сборные Эстонии младших возрастов, всего провёл 20 матчей и забил 2 гола. В составе молодёжной сборной — участник Кубка Содружества 2013 года (4 матча, 1 гол).

## Достижения
- Чемпион Эстонии: 2013
- Бронзовый призёр чемпионата Эстонии: 2014, 2015
- Обладатель Кубка Эстонии: 2014/15
- Обладатель Суперкубка Эстонии: 2013 (не играл), 2014 (не играл)